# Breathe Carolina
Breathe Carolina est un groupe d'electropop américain, originaire de Denver, dans le Colorado. Le groupe est composé de David Schmitt, et Tommy Cooperman. Ils ont réalisé quatre albums, six EP et quatre clips. Leur dernier album studio Savages est sorti le 15 avril 2014.
Le 28 avril 2011, Breathe Carolina annonce leur quatrième album studio, qui sera titré Hell Is What You Make It, et qui sortira le 12 juillet sur Fearless. Le 18 mars 2014, il publie sur leur chaîne YouTube, le titre Bang It Out en featuring avec le groupe Karmin.

## Biographie

### Débuts (2007)
Kyle Even, né le 21 septembre 1985, et David Schmitt, né le 26 mars 1988, commencent leur carrière en jouant dans de petits groupes locaux du Colorado. Après avoir connu le rock alternatif, Even se met au chant pendant son adolescence. Even joue dans le groupe Rivendale. Ils produiront un EP intitulé Portrait of Shadows. Schmitt, de son côté, commence la basse à 12 ans puis se met à la guitare, jouant dans le Colorado avec As the Flood Waters Rose (plus tard rebaptisé Autobiography).
Les deux groupes joueront souvent ensemble. As the Flood Waters Rose ouvre pour Rivendale à la sortie de l'album de Rivendale au Grandpa's Music Box de Thornton. Après son départ de As the Flood Waters Rose, Schmitt enregistre ses propres chansons sous GarageBand, auquel Even participe à la création. Les deux groupes se séparent, et Even et Schmitt s'associent pour former Breathe Carolina.

### GossipetIt's Classy, Not Classic(2007–2008)
Breathe Carolina est formé en 2007 par Kyle Even et David Schmitt qui enregistrent des chansons grâce au logiciel GarageBand pour le plaisir. Ils créent un compte MySpace, gagnant plus de 10 000 lectures en 2008, et accumulant près de 30 millions de lectures en 2009. Le nom de Breathe Carolinavient d'un rêve qu'a fait Schmitt quand il était en troisième au collège dans lequel il tentait de calmer une femme nommée Carolina. Peu après, Even quitte son travail de photographe pour tourner à plein temps avec le groupe. Leur premier EP, Gossip, est publié exclusivement sur iTunes le 26 novembre 2007. Il est auto-publié, puis retiré du site.
Breathe Carolina enregistre son premier album toujours avec GarageBand, et signe au label Rise Records pour sa sortie. L'album comprend quelques nouvelles chansons, dont certaines issus de Gossip comme The Introduction, No Vacancy, Show Me Yours, Classified, That's Classy, et You Wish. Don't Forget: Lock The Door est le seul morceau issu de l'EP Gossip à ne pas apparaitre dans l'album. L'album est publié le 16 septembre 2008, et suivi par une tournée en soutien à l'album. Breathe Carolina tourne en tête d'affiche avec Every Avenue, Brokencyde, et The Morning of. Au The Delicious Tour, ils annoncent une vidéo pour Diamonds. La vidéo fait participer Millionaires, Josh White d'Umbrella Clothing et This City Is Burning Records.

### Hello Fascination(2009–2010)

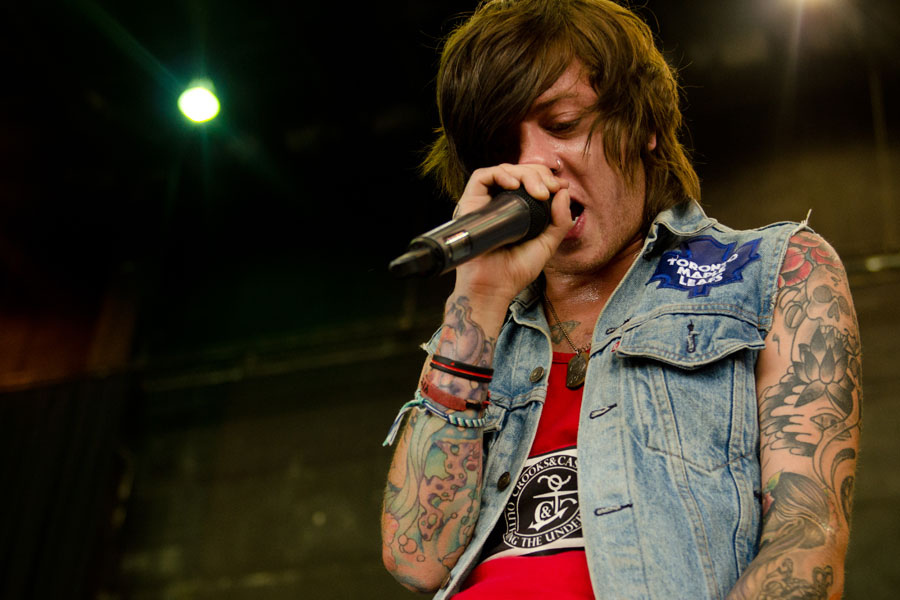
Breathe Carolina au Vans Warped Tour en 2012.

Quelques mois après la sortie de la compilation Punk Goes Pop 2, et peu après avoir terminé le Take Action Tour 2009, Breathe Carolina annonce son départ de Rise Records et sa signature chez Fearless Records, ainsi que leur entrée en studio pour l'enregistrement d'un nouvel album, Hello Fascination, avec Mike Green. Le 29 juin 2009, la première chanson de Hello Fascination, intitulée Welcome to Savannah, est incluse dans le Fearless Records Summer Sampler 2009. De nouvelles chansons sont aussi jouées lors du Vans Warped Tour 2009, dont I.D.G.A.F. et Hello Fascination. Le 27 juillet 2009, le second morceau de Hello Fascination, la "chanson-titre", est publiée. L'album Hello Fascination, lui, est publié le 18 août 2009.
En septembre 2009, le groupe annonce sa venue au EZ Bronz Tour. Toujours en 2009, Breathe Carolina participe à la couverture du Substream Music Press, qui comprend aussi une interview avec Even et Schmitt. À la fin octobre 2009, Hello Fascination est publié au Japon. L'édition japonaise de l'album comprend une chanson bonus intitulée Have You Ever Danced?. Cette chanson fait participer David Strauchman (Every Avenue), Jeffree Star, et Austin Carlile (de Of Mice and Men).
Hello Fascination de Breathe Carolina sera joué au Jay Leno Show de NBC, diffusé le 14 septembre 2009. L'édition de luxe de Hello Fascination est publiée le 6 juillet 2010. Le 23 juin, Schmitt et Even lancent une marque de vêtements appelée Blush, et I.D.G.A.F. est annoncé comme single, dont le clip est publié le 30 juillet 2010. Le duo joue sur le stage Altec Lansing au Vans Warped Tour 2010 et reprend la chanson Down de Jay Sean pour la compilation Punk Goes Pop 3, publiée le 2 novembre 2010.

### Hell Is What You Make It(2010–2012)

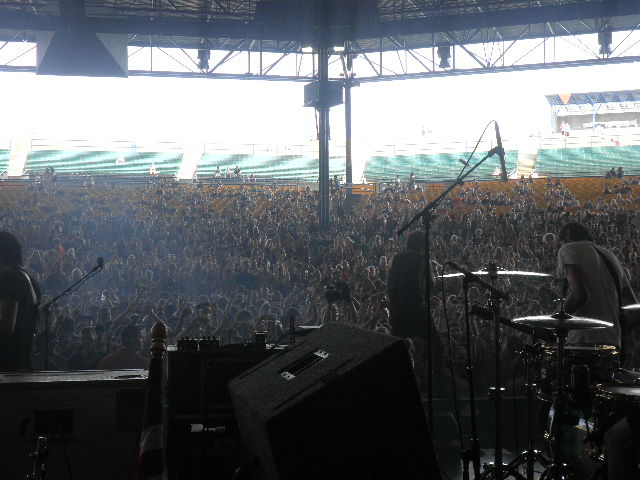
Breathe Carolina au Marcus Amphitheater.

Le 22 décembre 2010, Fearless Records poste une vidéo de 30 secondes pour la chanson Blackout. Les enregistrements de leur album prennent place au début de 2011. Le 28 avril 2011, leur album sera intitulé Hell Is What You Make It, et est prévu pour le 12 juillet 2011. Un site web promotionnel est lancé et compren un extrait de 40 secondes du morceau Wooly.
Le premier single de l'album, Blackout, est diffusé en streaming via MTV Buzzworthy le 13 juin 2011, et publié en téléchargement payant le lendemain. Le 16 juin, le duo joue Blackout au Jimmy Kimmel Live. Un clip du morceau est tourné à Los Angeles, en Californie, le 1er et 2 juillet, et publié sur leur page Vevo sur YouTube le 20 septembre. La chanson deviendra la mieux vendue en date, atteignant les classements au Canada, en Nouvelle-Zélande, en Europe, et aux États-Unis ; il est certifié disque d'or par la Recording Industry Association of America (RIAA) pour 500 000 exemplaires vendus. Les deux autres chansons de l'album, Wooly et Sweat It Out, sont mises en streaming avant la sortie de l'album. Le groupe participe au Scream It Like You Mean It 2011 Tour en été en soutien à l'album. Un EP intitulé Blackout: The Remixes EP est publié le 27 septembre sur iTunes.
Le 23 décembre 2011, le duo annonce sa signature avec Columbia Records. Au début de 2012, le duo participe à la tournée Blackout Forever avec the Ready Set, Ashland HIGH et Matt Toka. Le 22 février, le duo annonce sa participation au Warped Tour. Le duo entre ensuite de nouveau en studio. Le duo annonce la sortie d'un nouveau single, Hit and Run, pour le 22 mai 2012. Schmitt annonce aussi la production d'un nouveau clip. La chanson est publiée en avant-première sur l' Alternative Press le 21 mai, et en téléchargement payant le lendemain.

### Savageset changements de style (2013–2015)
Breathe Carolina finit de travailler sur son quatrième album et annonce un retour aux origines. Le 25 mars 2013, le titre du nouvel album est révélé : Savages. Le 6 juillet 2013, le duo publie sa première mixtape Bangers en téléchargement gratuit sur Sol Republic. Puis ils tournent en Amérique du Nord avec We the Kings, the Ready Set, et le rappeur T. Mills. Le 15 octobre 2013, David Schmitt annonce sur l' Alternative Press le départ de Kyle Even, pour ses obligations de père.
Le groupe participe ensuite à la tournée We are Savages Tour avec Jonny Craig, Mod Sun, et Ghost Town. Le groupe publie trois singles de leur album Savages, la chanson-titre ayant fait le buzz grâce au clip,. Sellouts, avec Danny Worsnop d'Asking Alexandria, est le single officiel, et l'accompagne de Bang It Out,. Un clip de la chanson Chasing Hearts avec Tyler Carter du groupe de metalcore Issues est publié le 14 avril 2014, suivi par un autre clip pour la chanson Collide. Le 15 avril 2014, Savages est publié. Le 9 septembre 2014, Breathe Carolina sort une collaboration avec Candyland, Find Someone, sur SoundCloud.
Le 9 juin 2015, le groupe publie un single avec APEK, Anywhere But Home. Le 20 novembre 2015, le groupe publie un single en collaboration avec Ryos et KARRA, intitulé More than Ever, au label néerlandais Spinnin' Records. Ce morceau sera le point de départ du changement de style de Breathe Carolina : L' Electro Dance Music. Le 13 décembre 2015, le duo publie une collaboration avec Haliene. Il reçoit 2,5 millions d'écoutes sur Spotify et est diffusé sur la chaine radio BPM (Sirius XM). Début 2016, le groupe continue sa lancée dans l'EDM et sort Soldier en collaboration avec le duo néerlandais Blasterjaxx (mars 2016), puis Marco Polo avec Bassjackers et Reez (avril 2016), et enfin Giants avec Husman et Carah Faye, cette fois sur le label Armada Music.

### Nouveaux EP et singles (depuis 2016)
Après plusieurs singles et remixes, Breathe Carolina annonce le 19 juillet 2016, un nouvel EP, Sleepless, pour le 16 septembre 2016. Premier single extrait de l'EP, See the Sky avec Jay Cosmic et Haliene. Le groupe publie une collaboration avec IZII en novembre nommée Echo. L'EP Oh So Hard sort ensuite en décembre 2016. En janvier 2017, une nouvelle collaboration avec Bassjackers est publiée et s'appelle Can't Take It, avec la voix du chanteur Cade. Le groupe se réoriente ensuite vers le style pop-electro et sort Up All Night avec Streex en mars. Puis le titre très dansant Rhythm Is a Dancer avec Dropgun est dévoilé en avril, et sort donc le 12 mai 2017. Le groupe sort ensuite l'EP Coma le 14 juillet, avec un style pop/future bass. Un troisième titre avec Bassjackers, plus orienté vers la big room nommé The Fever sort le 22 septembre suivant.

## Style musical
Breathe Carolina est catégorisé electropop,,,,, EDM,,, et rock électronique,,,. Ils sont aussi influencés post-hardcore, caractérisé par des chant gutturaux et des breakdowns. Cette fusion de post-hardcore et d'electornica dance mènera aussi le groupe à se faire catégoriser crunkcore,.

## Membres

### Membres actuels
- David Schmitt – chant, programmation, production musicale (depuis 2007), guitares solo et rythmique, basse, claviers, synthétiseur, piano, batterie, percussions (depuis 2007 ; session)
- Tommy Cooperman – guitare solo, programmation, production musicale (depuis 2013), chant guttural, claviers, synthétiseur (depuis 2013)

### Anciens membres
- Kyle Even – chant guttural, chœurs, programmation, guitare, basse (2007-2013)
- Joshua Aragon – claviers, guitare solo, basse, chœurs (2007-2013 ; session et tournée)
- Luis Bonet – DJing, claviers, programmation (2008-2013 ; session et tournée, 2013–2015), guitare, basse (2013–2015)
- Eric Armenta – batterie, percussions, production musicale (2008–2013 ; session et tournée, 2013–2017)

## Vidéographie
| Année | Titre de la Chanson | Album                    | Vidéo                                       |
| ----- | ------------------- | ------------------------ | ------------------------------------------- |
| 2008  | Diamonds            | Hello Fascination        |                                             |
| 2009  | Hello Fascination   | Hello Fascination        | [vidéo] « Visionner la vidéo », sur YouTube |
| 2009  | I.D.G.A.F           | Hello Fascination        | [vidéo] « Visionner la vidéo », sur YouTube |
| 2011  | Down                | Hell Is What You Make It | [vidéo] « Visionner la vidéo », sur YouTube |